# Die Knuffies
Die Knuffies, englisch The Fuzzies, ist ein Geschicklichkeitsspiel des österreichischen Spieleautors Wolfgang Warsch zusammen mit den amerikanischen Spieleautoren Alex Hague und Justin Vickers. Das Spiel für zwei bis vier Spieler ab fünf Jahren dauert etwa fünf bis 15 Minuten. Es ist im Jahr 2021 bei dem Verlag Schmidt Spiele erschienen und für Spieler ab sechs Jahren konzipiert.

## Thema und Ausstattung
Bei Die Knuffies handelt es sich um ein Geschicklichkeitsspiel, das analog zu verschiedenen Stapelspielen wie Jenga, Bausack und ähnliche konzipiert ist. Ähnlich wie bei Jenga müssen die Mitspieler auch hier Elemente aus einem Turm entfernen und an höherer Stelle wieder einbauen – als Bauelemente dienen hier allerdings kleine Fusselbälle („Knuffies“), die mit einer Pinzette oder den Fingern gegriffen werden. Das Spielmaterial besteht entsprechend aus 95 bunten Bällen, einem großen Plastikbecher mit einer Basis für den Bälleturm, einer Pinzette und einem Set von 30 bunten Auftragskarten.

## Spielweise
Zur Spielvorbereitung werden alle Fusselbälle in den Plastikbecher gefüllt, der mit der Basis verschlossen wird um die Bälle aneinander zu pressen. Danach wird der Becher auf die Basis gestellt und vorsichtig entfernt, der Turm aus Fusselbällen bleibt stehen. Die Auftragskarten werden gemischt und als offener Stapel neben den Turm gelegt.
Gespielt wird reihum im Uhrzeigersinn beginnend mit einem Startspieler. Der jeweils aktive Spieler bekommt die Pinzette und versucht mit dieser oder seinen Fingern einen Ball in der oben auf dem Kartenstapel liegenden Farbe aus dem Turm zu entfernen. Danach muss er diesen an eine höhere Stelle am oder auf dem Turm wieder ablegen.
Wenn dies dem Spieler gelingt, ist sein Zug beendet und er gibt die Pinzette an den nächsten Spieler weiter. Fallen bei seinem Versuch ein oder mehrere Bälle herunter, muss er den aufgenommenen Ball trotzdem einsetzen und zusätzlich so viele Karten von Kartenstapel nehmen, wie Bälle heruntergefallen sind. Dabei bekommt er maximal drei Karten und muss darauf achten, dass es sich um verschiedene Karten handelt. Die Karten werden umgedreht und im nächsten Zug muss er alle auf diesen angegebenen „Challenges“ beachten. Dabei muss er seinen Zug beispielsweise mit einem verdeckten Auge, nur mit zwei Fingern, mit der schwachen Hand oder mit „Elefantenarmen“ durchführen. Hat er dies geschafft, darf er seine Karten wieder abgeben und normal weiterspielen.
Das Spiel endet, wenn in einem Zug zehn oder mehr Kugeln herabfallen. Der Spieler, dem dies passiert, verliert das Spiel.

## Ausgaben und Rezeption
Das Spiel Die Knuffies wurde von Wolfgang Warsch zusammen mit Alex Hague und Justin Vickers entwickelt und im Jahr 2021 bei dem Verlag Schmidt Spiele für den deutschsprachigen Raum veröffentlicht. Alex Hague und sein Verlag CMYK Games starteten 2020 eine kickstarter-Kampagne zur Realisierung des Projekts in ihrem Verlag und veröffentlichten das Spiel ebenfalls 2021, nachdem 2855 Unterstützer insgesamt 98.604 US-Dollar beisteuerten.
Auf spieletest.at wurde das Spiel mit acht von zehn möglichen Punkten bewertet und wie folgt kommentiert:

„Die Knuffies sind wie Jenga. Nur bunter. Und weicher. Und leiser. Und gemeiner.

Und irgendwie eben furchtbar knuffig.“

## Belege
1. 1 2 3 4 5  Spieleanleitung Die Knuffies, Schmidt Spiele 2021
2. ↑  The Fuzzies auf kickstarter.com; abgerufen am 3. Januar 2023.
3. ↑  Versionen von Die Knuffies / The Fuzzies in der Spieledatenbank BoardGameGeek (englisch); abgerufen am 13. September 2019.
4. ↑  Die Knuffies auf spieletest.at; abgerufen am 3. Januar 2023.